# Dipodium squamatum
Dipodium squamatum là một loài thực vật có hoa trong họ Lan. Loài này được (G.Forst.) R.Br. mô tả khoa học đầu tiên năm 1810.

## Hình ảnh

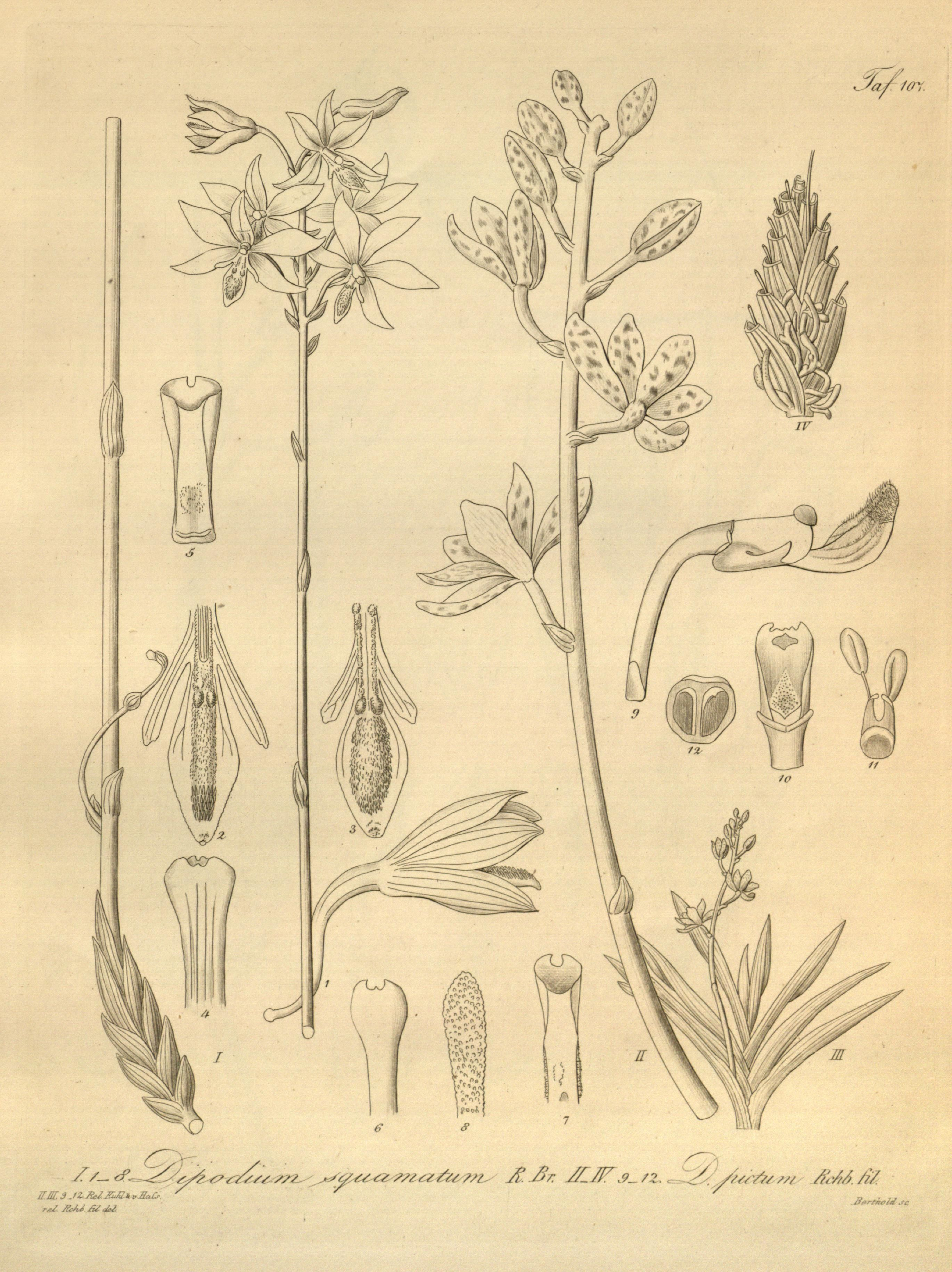